# Jim Van Boven
Jim Van Boven (* 8. August 1949 in Long Beach (Kalifornien)) ist ein ehemaliger US-amerikanischer Radrennfahrer.

## Sportliche Laufbahn
Van Boven war im Straßenradsport aktiv. 1968 war er Teilnehmer der Olympischen Sommerspiele in Mexiko-Stadt. Im Mannschaftszeitfahren kamen John Howard, Oliver Martin, John Allis und Jim Van Boven auf den 20. Rang.